# El caracol en el espejo
El caracol en el espejo es una obra de teatro en siete escenas escrita por Antonio Gala en 1964 y publicada en 1970.

## Sinopsis
La obra profundiza en el sentido de la soledad y la incomunicación en la sociedad moderna a través de un ambiente irreal cargado de simbologías, representándose los diferentes perfiles de ciudadanos, de toda clase social mediante personajes arquetípicos: Un joven regresa de la guerra reecontrando a la que fue su prometida; el paso del tiempo ha puesto cierta distancia, pero la familia presiona para que contraigan matrimonio. Una vez que nace su hijo, el sufrimiento sigue persiguiéndolos

## Personajes[4]
| - El Joven Amante - La Joven Amante - El Padre - La Madre - El Portero - El Marinero - El Ordenancista | - La mujer sola - La Solterona - La Niña - El Burgués - La Burguesa - El Adolescente - La Vendedora |

## Representaciones
La obra no ha sido representada. En 2002 se realizó una lectura dramatizada en la sede de la SGAE a cargo de la actriz Verónica Forqué y la participación, entre otros, de Luis Carlos de la Lombana, Andrea Soto, Nicolás Romero, Susana Hernández, Eva Isanta y Soledad Mallol.